# Ломов, Станислав Петрович
Станислав Петрович Ломов (род. 30 августа 1948 года) — советский и российский учёный-педагог, академик РАО (2007), академик-секретарь Отделения общего среднего образования РАО (2009), почётный академик РАХ.

## Биография
Родился 30 августа 1948 года.
В 1980 году — окончил художественно-графический факультет Московского государственного педагогического института имени В. И. Ленина.
В 1986 году — защитил кандидатскую диссертацию, тема: «Формирование художественных потребностей школьников».
В 2000 году — защитил докторскую диссертацию, тема: «Система оптимальной живописной подготовки учителей декоративно-прикладного искусства».
После окончания ВУЗа более 10 лет работал учителем рисования и черчения в общеобразовательных школах Москвы и активно занимался научной деятельностью.
С 1982 по 1987 годы — работал инспектором вузов Министерства просвещения CCCP, руководил системой художественно-графических факультетов и отделений культуры педвузов страны.
С 1991 по 2007 годы — возглавил работу по созданию и руководил факультетом изобразительного искусства и народных ремесел Московского государственного областного университета, где на практике развивал этнопедагогику изобразительного искусства, где народные промыслы и ремесла стали дидактическим инструментарием образовательно-воспитательного процесса.
В 2004 — избран членом-корреспондентом, а в 2007 году — академиком Российской академии образования, состоит в Отделении общего среднего образования, в 2009 году — избран на должность академика-секретаря Российской академии образования, где и работает по настоящее время.
В 2007 году — стал ректором Педагогической академии последипломного образования.

### Критика
По данным вольного сетевого сообщества «Диссернет», докторская диссертация, защищенная в 2000 году, содержит масштабные заимствования, не оформленные как цитаты, а также являлся научным руководителем/консультантом трех кандидатских диссертаций, и оппонентом на защите трех докторских диссертаций, в которых также содержатся масштабные заимствования, не оформленные как цитаты.

## Научная деятельность
Сфера научных интересов: дидактика профессионального педагогического образования, этнопедагогика, теория и практика преподавания изобразительного искусства и народных ремёсел, модернизация образования.
Автор концепции сети углубленных художественных профильных классов в системе общеобразовательных школ и определена, апробирована и широко внедрена разработатанная им стратегия развития образовательной области «Искусство».
Автор свыше 150 научных трудов, учебных пособий и книг по методике преподавания изобразительного искусства и профессиональному педагогическому образованию, которые широко используются в учебно-воспитательном процессе различных профессиональных учебных заведений, школ, лицеев, гимназий.
Под его руководством защищено более 40 кандидатских и 7 докторских диссертаций, более 20 воспитанников стали членами творческого Союза художников России.
Научно-организационная деятельность
- председатель научно-методической комиссии по художественно-графическим дисциплинам учебно-методического объединения при МПГУ;
- председатель диссертационного совета по защите докторских и кандидатских диссертаций по педагогическим наукам и художественному образованию при МПГУ;
- член Международной ассоциации школ ЮНЕСКО с 1991 года;
- член Правления Творческого Союза художников России;
- эксперт ВАКа РФ по психолого-педагогическим дисциплинам.

- «Этнопедагогика русского изобразительного искусства»;
- «Особенности графической подготовки студентов в педвузе»;
- «Эстетическое воспитание в школе»;
- «Этнопедагогика и народные промыслы»;
- «Концепция образовательной области искусства в 12-летней школе»;
- «Живопись»;
- «Методика преподавания ИЗО»;
- «Орнаментальная композиция»;
- «Русские живописцы XVIII-XIX вв.»;
- «Информационные технологии и искусство»;
- «Основы цветоведения»;
- «Дидактика художественного образования»;
- «Образование, искусство и культура в условиях глобализации».

## Награды
- Почётный работник высшего профессионального образования Российской Федерации (1998)
- Почётный работник высшей школы Российской Федерации (2001)
- Почётная грамота Минобразования Московской области (2000)
- Медаль «Достойному» Российской академии художеств (1999)
- серебряная медаль творческого Союза художников России (2003)
- золотая медаль творческого Союза художников России (2006)